# 1904
1904（千九百四、せんきゅうひゃくよん）は、自然数また整数において、1903の次で1905の前の数である。

## 性質
- 1904は合成数であり、約数は1, 2, 4, 7, 8, 14, 16, 17, 28, 34, 56, 68, 112, 119, 136, 238, 272, 476, 952, 1904である。
  - 約数の和は4464。
  - 469番目の過剰数である。1つ前は1902、次は1908。
- 388番目のハーシャッド数である。1つ前は1900、次は1905。
  - 14を基とする10番目のハーシャッド数である。1つ前は1652、次は2156。
- 1904 = 24 × 7 × 17
  - 3つの異なる素因数の積で p 4 × q × r の形で表せる22番目の数である。1つ前は1840、次は1968。(オンライン整数列大辞典の数列 A179644)
- 約数の和が1904になる数は2個ある。(804, 1084) 約数の和2個で表せる113番目の数である。1つ前は1862、次は1908。
- 各位の和が14になる146番目の数である。1つ前は1850、次は1913。(オンライン整数列大辞典の数列 A235225)

## その他 1904 に関連すること
- 西暦1904年
- ACNシエーナ1904は、イタリア・シエーナを本拠地とするサッカーチーム。
- FC DAC 1904ドゥナイスカー・ストレダは、スロバキアのサッカーチーム。
- プリマ・カテゴリア 1904
- ツール・ド・フランス1904
- プリメーラ・ディビシオン (アルゼンチン)1904
- NGC 1904
- 19時04分を指す。